# Torneo de Memphis 2008
El Torneo de Memphis 2008 fue un evento del ATP Tour 2008 y del WTA Tour 2008 celebrado en las pistas duras del Racquet Club en Memphis, Tennessee. Tanto el cuadro masculino como el femenino comenzaron el 24 de febrero y acabaron el 2 de marzo. El torneo masculino perteneció a la serie International Series Gold, mientras que el femenino perteneció a la serie Tier III.
En el cuadro masculino estaban los mejores tenistas estadounidenses, Andy Roddick, James Blake y Sam Querrey, el chileno Fernando González, y el anterior campeón Tommy Haas.

## Campeones

### Individuales Masculino
Steve Darcis vence a  Robin Söderling, 6–3, 7–6(5)
- Fue el primer título de Darcis en la temporada, y el 2º de su carrera.

### Individuales Femenino
Lindsay Davenport vence a  Olga Govortsova, 6–2, 6–1
- Lindsay Davenport ganó su segundo título de la temporada y el nº55 de su carrera.

### Dobles Masculino
Mahesh Bhupathi /  Mark Knowles vencen a  Sanchai Ratiwatana /  Sonchat Ratiwatana, 7–6(5), 6–2

### Dobles Femenino
Lindsay Davenport /  Lisa Raymond vencen a  Angela Haynes /  Mashona Washington, 6–3, 6–1